# عبد الصمد علي شيرى
عبدي الصمد علي شيرى او عبد الصمد علي شيري (بالصومالية: Cabdisamad Cali Shiire) (بالإنجليزية: Abdisamad Ali Shire) كان نائبًا رئيس لأرض البنط.  من 8 يناير 2009 إلى 8 يناير 2014 ، خدم أيضًا في الخدمة العسكرية الصومالية.

## حياته الشخصية
ولد عبد الصمد في مدينة طليح التاريخية الواقعة في منطقة صول ، وهو من سلالة نور أحمد التابعة لعشيرة أوجاديهان التابعة لعشيرة محمود جراد ، وهو أحد الفروع الرئيسية لقبيلة دولبهانتي ، قسم فرعي من عشيرة هارتي دارود ، كان عقيدًا بالجيش في قسم جيش الدراويش في أرض البنط من 2002 إلى 2004.

## نائب رئيس أرض البنط

### نائب الرئيس

#### الاتفاقيات فيجروي
في فبراير 2012 ، التقى عبد الصمد ومسؤولون آخرون في حكومة الصومالية في جروي ، العاصمة الإدارية لبونتلاند ، لمناقشة ترتيبات ما بعد الفترة الانتقالية بعد انتهاء ولاية الحكومة الاتحادية الانتقالية في أغسطس 2012. بعد مداولات مكثفة حضرها ممثلون إقليميون ومراقبون دوليون ، انتهى المؤتمر باتفاقية موقعة بين رئيس بونتلاند عبد الرحمن محمد محمود فارولي ورئيس الحكومة الاتحادية الانتقالية شريف شيخ أحمد ورئيس الوزراء عبد الولي محمد علي ورئيس البرلمان شريف حسن شيخ آدم ورئيس غلمدغ محمد أحمد عالم. ونص ممثل أهل السنة والجماعة ، خليف عبد القادر نور ، على ما يلي: أ) سيتم تشكيل برلمان جديد من مجلسين مكون من 225 عضوًا ، يتألف من مجلس أعلى يتسع لـ 54 عضوًا في مجلس الشيوخ بالإضافة إلى مجلس النواب ؛ ب) 30٪ من الجمعية التأسيسية الوطنية مخصصة للنساء ؛ ج) يتم تعيين الرئيس عن طريق انتخابات دستورية ؛ د) يتم اختيار رئيس الوزراء من قبل الرئيس ثم يقوم بتسمية مجلس الوزراء. عُرفت الاتفاقيات باسم مبادئ غاروي.  في 23 يونيو 2012 ، اجتمع القادة الفيدراليون والزعماء الإقليميون الصوماليون مرة أخرى ووافقوا على مشروع الدستور بعد عدة أيام من المداولات.  أقر المجلس الوطني التأسيسي بأغلبية ساحقة الدستور الجديد في الأول من آب (أغسطس) ، حيث صوّت لصالحه 96٪ ، وعارضه 2٪ ، وامتنع 2٪ عن التصويت.

#### هورسيد
في 14 نوفمبر 2012 ، أعلن الرئيس فارولى إطلاق حزبه السياسي الجديد ، هورسيد. ضمت الجمعية أكثر من 200 عضو ومثلت حكومة بونتلاند الحالية ، بما في ذلك نائب الرئيس شيرى ووزراء الولاية. كان أول حزب محتمل يسجل طلبًا لدى اللجنة الانتخابية لبونتلاند الانتقالية (TPEC).

#### الانتخابات الرئاسية في بنت لاند 2014
في عام 2013 ، ترشح عبد الصمد علي شيرى لولاية ثانية كنائب لرئيس أرض البنط المتمتعة بالحكم الذاتي في انتخابات 2014 بالمنطقة الشمالية الشرقية. خسر أمام عبد الحكيم عبد الله حاجي عمر.

## وفاته
في 20 مايو 2021 ، توفي عبد الصمد في مقديشو .  تم دفن نائب رئيس أرض البنط السابق عبد الصمد علي شيرى في عاصمة بونتلاند جروي من قبل رئيس أرض البنط سعيد عبد الله دني وحضر جنازته.